# Andrej Tsjesnokov
Andrej Edoeardovitsj Tsjesnokov (Russisch: Андрей Эдуардович Чесноков) (Moskou, 2 februari 1966) is een voormalig Russisch tennisser.
De hoogste ranking hij in zijn carrière bereikte was de negende plek in 1991. Hij won het ATP-toernooi van Monte Carlo in 1990, en het ATP-toernooi van Montréal/Toronto in 1991. Zijn beste prestatie in de Grand Slams was in 1989 op Roland Garros. Hij bereikte daar de halve finale, waar hij verslagen werd door de latere winnaar Michael Chang.
In zijn hele loopbaan heeft Tsjesnokov zeven toernooien op zijn naam geschreven, en een prijzengeld van US$ 3.084.188 gewonnen. In 1999 nam hij afscheid van het professionele tennis.
Op 20 november 2005 werd Tsjesnokov in een restaurant in Dnipro (Oekraïne) neergeschoten met twee rubber kogels, toen hij in een ruzie tussen twee onbekend gebleven mannen terechtkwam.
Tsjesnokov is lid van het comité van aanbeveling van de benefietwedstrijd ter nagedachtenis aan de Loezjnikiramp. Als zestienjarige supporter van Spartak Moskou was hij destijds getuige van deze ramp.

## Prestatietabel
| Legenda | Legenda                          |
| ------- | -------------------------------- |
| g.t.    | geen toernooi gehouden           |
| l.c.    | lagere categorie                 |
| –       | niet deelgenomen                 |
| G       | uitgeschakeld in de groepsfase   |
| 1R      | uitgeschakeld in de eerste ronde |
| 2R      | uitgeschakeld in de tweede ronde |
| 3R      | uitgeschakeld in de derde ronde  |
| 4R      | uitgeschakeld in de vierde ronde |
| KF      | uitgeschakeld in de kwartfinale  |
| HF      | uitgeschakeld in de halve finale |
| F       | de finale verloren               |
| W       | het toernooi gewonnen            |
| w-v     | winst/verlies-balans             |

### Prestatietabel grand slam, enkelspel
| Toernooi        | 1985 | 1986 | 1987 | 1988 | 1989 | 1990 | 1991 | 1992 | 1993 | 1994 | 1995 | 1996 | 1997 | 1998 |
| --------------- | ---- | ---- | ---- | ---- | ---- | ---- | ---- | ---- | ---- | ---- | ---- | ---- | ---- | ---- |
| Australian Open | 1R   | –    | –    | KF   | –    | 2R   | 1R   | 4R   | 2R   | 1R   | –    | 1R   | 1R   | –    |
| Roland Garros   | 3R   | KF   | 3R   | KF   | HF   | 4R   | 3R   | 1R   | 2R   | 1R   | 4R   | 1R   | –    | 1R   |
| Wimbledon       | –    | 1R   | –    | 1R   | 1R   | –    | –    | 1R   | 1R   | –    | 1R   | 1R   | –    | –    |
| US Open         | –    | 4R   | 4R   | –    | 4R   | 3R   | 2R   | 2R   | 1R   | 2R   | 2R   | 1R   | –    | –    |

### Prestatietabel grand slam, dubbelspel
| Toernooi        | 1986 |
| --------------- | ---- |
| Australian Open | –    |
| Roland Garros   | –    |
| Wimbledon       | 1R   |
| US Open         | –    |